# Gusztáv, jó éjszakát
A Gusztáv, jó éjszakát a Gusztáv című rajzfilmsorozat első évadának második epizódja.

## Rövid tartalom
Gusztávot csak a munkahelyén éri utol az álom.

## Alkotók
- Rendezte: Macskássy Gyula
- Írta: Várnai György
- Zeneszerző: Pethő Zsolt
- Operatőr: Neményi Mária
- Hangmérnök: Bélai István
- Vágó: Czipauer János
- Tervezte: Remenyik Lajos
- Rajzolták: Bánki Katalin, Koltai Jenő, Lengyel Zsolt, Peres Júlia
- Gyártásvezető: Bártfai Miklós, László Andor

Készítette a Pannónia Filmstúdió.